# Стар-сіті
Стар-сіті (англ. Star City) — вигадане місто, що з'являється в коміксах видавництва DC Comics, найбільш відоме як батьківщина Зеленої стріли і персонажів, так чи інакше пов'язаних з ним. Крім цього, місто також відомий багатьом персонажам всесвіту DC як порт і притулок для артистів в різних напрямках: від друкарської справи до фільмів і музики.

## Історія міста в коміксах
Згідно з декількома джерелами, місто відоме під своїм нинішнім ім'ям — Стар-сіті — приблизно 200 років.
До переїзду на службу спочатку в Метрополіс і потім в Готем-сіті  Меггі Сойєр починала свою кар'єру як офіцер поліції Стар-сіті.
Першим костюмованим героєм, який став мером, був Томас «Сталевий кіготь» Болт, який став костюмованої персоною для того, щоб тримати місцеву злочинність під контролем, зображуючи злочинця. Він помер в офісі через це.
Протягом тих років, що Зелена стріла провів далеко від Стар-сіті, як мінімум один борець зі злочинністю в масці оперував у місті — Чейз Лоулер, один з кількох відомих Мисливців.
Останній сюжет серії коміксів «Green Arrow» перед «One Year Later» описував історію про те, як Доктор Лайт і Мерлін підірвали майже третина Стар-сіті, залишивши частину міста в руїнах. Пізніше ця подія буде відомо, як «Катастрофа на Амстердам Авеню».
У ході сюжету «One Year Later» Зелена стріла стає мером Стар-сіті. Однак раптовий скандал через факту, що він таємно фінансував Аутсайдерів, команду героїв-найманців, а також невирішену проблему зі ставленням публіки — обидва ці положення призвели до того, що він не зміг набрати більше 50 % голосів, через що Квін покинув пост мера (хоча міг перемогти свого опонента, подавши у відставку до виборів і поставивши на чолі міста когось, кому він міг би довіряти).
У міні-серії «Justice League: Cry for Justice», досить значна частина Стар-сіті була зруйнована бомбами, створеними суперлиходієм Прометеєм. Початковий план був телепортувати Стар-сіті — місто було обрано лише через те, що це батьківщина одного з членів  Ліги Справедливості — в іншу реальність. Однак план провалився, і частина центру міста, що має форму зірки, була перетворена в руїни. Під час катастрофи загинуло більше дев'яноста тисяч чоловік, і число жертв росло.
В ході подій  Найсвітлішого дня біле кільце Дедмена телепортувати його в самий центр руїн, де отримана ним сила Білого Ліхтаря перетворила руїни в пишний ліс. Незабаром після цього  Марсіанського мисливця поінформувала Сутність, що він воскрес лише для того, щоб спалити ліс на корені. Марсіанський Мисливець прибуває в Стар-сіті і збирався виконати це завдання, але Сутність завадила йому, розповівши, що ліс, який йому потрібно спалити, знаходиться на Марсі. Зелена стріла виявив, що ліс, судячи з усього, має деяким інтелектом чи якимсь видом сили ілюзії, що змушує захистити або вбити когось. Сутність пізніше розповів, що атака Некрони на Сутність не тільки була смертельною, але також підвищила забруднення планет, і розкладання підніметься знову у вигляді «темного аватара» тьми, який спробує знищити ліс Стар-сіті, в якому ключ до спасіння душі Землі і новому чемпіонові життя. І якщо ліс буде знищений, Земля буде приречена.
Зелена стріла пізніше виявив, що ліс зовсім не те, чим здається, і серце лісу є насправді злом. Це зло в Зрештою стало «Темним Аватаром», якого згадувала Сутність і який прийшов, щоб знищити ліс. Цей аватар нагадує Болотну тварь у вигляді Чорного Ліхтаря. Також виявилося, що вся Земля стала жертвою забруднення і отруєння, а єдине не порушене місце, це ліс. Щоб захистити ліс від аватара, Сутність закликала елементали, що опинилися герої, яких Сутність повернула до життя, кожен з яких представляє одного з елементалів. Сутність також розкрила, що гігантське дерево в центрі лісу Стар-сіті є підставою для  Парламенту дерев. Елементалі влилися в тіло Алека Холланда, щоб воскресити його і трансформувати в нову Болотну тварь. Після того, як той кинув Темного аватара, Болотна тварюка була повернута до життя в області Стар-сіті.

## Місця, відомі впродовж десятиліть
Місцезнаходження Стар-сіті, подібно  Метрополіс і Готем-сіті і іншим містам всесвіту DC, було невідомим протягом багатьох років, з різними зображеннями протягом десятиліть. Кілька історій золотого століття зображували Зелену стрілу і Спіді сражающимися з морськими лиходіями — рибалок, портових злодієм і Черепахою серед інших — що означає, місто знаходиться на морському узбережжі. Розташування Стар-сіті було описано в 1960-х як неподалік від  Великих озер, поблизу від затоки  Массачуссетс в 1970-і і аж до 1980-х. У 1970 році була згадка, в якому було сказано, що Стар-сіті знаходиться в Коннектикуте. В даний час, як місце розташування була обрана північна Каліфорнія, якщо бути точним, в прибережному районі, на північ від затоки  Сан-Франциско.
Як мінімум одна карта міста була видана в 1985 році і була трохи змінена компанією Mayfair Games, що виробляє настільні рольові ігри, для відповідної гри у світі DC Comics, детально описує географічне положення Стар-сіті. Хоча Атлас помістив Стар-сіті на Тихоокеанське узбережжя Каліфорнії, на північ від Сан-Франциско, ландшафт місцевості міста нагадує Чикаго, але у зворотному вигляді, як якщо б це була Мічиганський сторона озера Мічиган. Тому сусід «Східного Гері» знаходився приблизно там, де знаходиться справжній  Гері.
У «Birds of Prey» # 119 Стар-сіті був зображений, як що знаходиться в районі затоки Сан-Франциско, хоча показана карта помилково замінює Стар-сіті на Сан-Франциско. Також, місто Платинових рівнин (англ. Platinum Flats), у той час місто проживання хижих птахів, описується, як що знаходиться «в годині їзди».

## Пам'ятні місця міста

### Орієнтири
Найбільш відомі орієнтири, встановлені різними творцями  Зеленої стріли:
Зоряний містЦей висячий міст є однією з найбільш впізнаваних рис Стар-сіті, відомий за рахунок гігантської скульптурної зірки зверху вежі над головним прольотом. Міст пов'язує різні регіони Стар-сіті.
Музей ГреллаНазваний на честь Майка Грелла, який писав і малював комікс  'Green Comics'  в 1980-х роках.
Стадіон ПаппаНазваний на честь  Джорджа Паппа, одного з двох творців оригінальної Зеленої стріли в 1940-х роках.

### Райони міста
Відомі райони включають:
«Трикутник»Район, за владу над яким довгий час боролися різні злочинні угруповання, поки в сутичку не втрутився Дедшот, що було зображено в його другій міні-серії.
Долина ЛембОписана на сторінках колекційного видання  'Green Arrow'  «Straight Shooter».
The South EndПредставлений в «Green Arrow» том 3 № 60, незадовго до подій  Безконечного кризи і  52.
The GladesНазваний на «Green Arrow» том 3 № 61. Один з районів прилеглих до South End.
Бухта ОрхідейРайон в центрі міста, і місце розташування Сіті Холл. Названий на «Green Arrow» № 63 3-го томи.
Висотки АдамсаРайон був згаданий в «Green Arrow» № 67 томи 3. Можливо, названий на честь художника  Нілу Адамса, довгий час працював над серією Зеленої стріли.

## Поза коміксів
Стар-сіті був коротко згаданий  Лексом Лютером в шостому сезоні серіалу «Таємниці Смолвіля», в епізоді «Возз'єднання». В епізоді «Фрік» Тобіас Райс — метеоритний фрік, засліплений впливом кріптоніта, але обдарований здатністю бачити людей, на яких також вплинули метеорити — був посланий в Стар-сіті Олівером Куіном, який пообіцяв, що йому зроблять пересадку рогівки. Панораму Стар-сіті, рисуемую комп'ютером, можна побачити в першому епізоді онлайн-серіалу «Хроніки Олівера Куїна», спінофф «Тайн Смолвіля».
В епізоді «Наречена» восьмого сезону «Тайн Смолвіля» Джиммі Ольсен був посланий в Стар-сіті для медичної допомоги після поранень, отриманих від Думсдея. У десятому сезоні, в епізоді «Стан» Хлоя каже Кларку, що вона переїжджає в Стар-сіті, де вона зможе працювати днем репортером «Star City Register» і допомагати вночі новим супергероям вставати на ноги.
У телесеріалі «Стріла» Стар-сіті був названий «Старлінг-сіті». У тизер-трейлері третього сезону серіалу «Стріла» видно напис на екрані: «Star City»
Стар-сіті був також згаданий в декількох мультсеріалах з Зеленої стрілою в центрі дії, таких, як «The Batman», «Batman: The Brave and the Bold», «DC Showcase: Green Arrow» і «Young Justice».